# Esteban Berisso
Esteban Luis Berisso (ur. 17 kwietnia 1937 w Buenos Aires) – argentyński żeglarz, olimpijczyk.
Był jednym z reprezentantów Argentyny w żeglarstwie na Letnich Igrzyskach Olimpijskich 1956, które odbyły się w Melbourne.